# 拉埃內阿
拉埃內阿（西班牙語：La Enea），是巴拿馬的城鎮，位於該國中南部，由洛斯桑托斯省的瓜拉雷區負責管轄，面積13.2平方公里，海拔高度9米，2010年人口1,186，人口密度每平方公里89.8人。